# 张泽群
张泽群（1965年4月11日—），男，河南郑州人，祖籍河南镇平，中央电视台主持人，现为河南省第十一届青联名誉主席、中国全国青联常委，中央国家机关青联常委。

## 生平
其父是南阳人，母亲是洛阳人。
张泽群先后就读于郑州优胜路小学、郑州七中、郑州十一中、北京广播学院和天津大学。
张泽群1989年自北京广播学院新闻系毕业后，进入中国农业电影电视中心（中央电视台第七套农业频道前身）工作，任节目主持人和导演。1994年转入中央电视台青少部工作，2001年，考入天津大学冯骥才文学艺术研究院，成为冯骥才第一个研究生。2002年担任中央电视台新闻评论部《东方之子》主持人。2003年进入中央电视台文艺部工作，曾多次担任中央电视台春节联欢晚会和全国青年歌手电视大奖赛主持人。

## 获奖
- 1991年中央电视台青年节目主持人大赛获金奖
- 1998年“金钥匙奖”金奖
- 2009年“金话筒奖”